# Laura Pastor
Laura Pastor Collado, née à Cantavieja (Teruel) en 1934 et morte à Valence le 11 septembre 2019, est une femme politique espagnole, dirigeante du Parti carliste du Pays valencien.

## Biographie
Diplômé en Philosophie et Lettres (spécialisée en Histoire) à l'université de Valence, elle travaille un temps au Conseil supérieur de la recherche scientifique et à l'Institut Benedetto Croce de Naples.
Elle exerce ensuite comme enseignante d'histoire dans l'enseignement secondaire privé,.
En 1975, elle devient célèbre en tant que membre des « 10 d'Alaquàs » — et seule femme du groupe —, groupe de militants pour la démocratie et l'autonomie valencienne arrêté lors d'une réunion clandestine de la Taula Democràtica del País Valencià (es) visant à constituer le Consell Democràtic del País Valencià (es), conçu comme un prélude à une nouvelle Generalitat,,,,,. En tant que telle, elle devient membre fondatrice du Consell Democràtic del País Valencià (ca) plus tard la même année.
Durant la transition, elle collabore également à la revue valencienne d'information générale Dos y dos.
Elle donne une conférence sur « La Révolution culturelle » lors de l'événement organisé par les partis carlistes de Catalogne, du Pays valenciens valencien et des Baléares à l'abbaye Saint-Michel de Cuxa le 27 juin 1976, présidé par le prétendant carliste Charles-Hugues de Bourbon-Parme,.
Elle participe à la réunion unitaire de l'opposition démocratique du 4 septembre 1976, en représentante de la Taula de Forces Polítiques i Sindicals del País Valencià (ca),.
Aux élections constituantes de 1977, le gouvernement ayant empêché la légalisation du Parti carliste, ses partisans organisent un regroupement d'électeurs dans la province de Castellón, « Electors Carlins del País Valencià », dirigé par Laura Pastor. Le regroupement obtient 2 252 voix (0,95 %).
Lors du congrès que le Parti carliste célébré en 1977, Pastor est responsable de la Culture. À l'occasion du IVe Congrès fédéral tenu en 1978, elle est élue secrétaire de la Culture de sa direction fédérale. Au cours des années suivantes, elle se met en retrait de la vie politique active.
Elle meurt à Valence le 11 septembre 2019. Le 9 octobre suivant, fête de la Communauté valencienne, elle reçoit à titre posthume de la main de la vice-présidente Mónica Oltra la Haute Distinction de la Generalité valencienne, en tant qu'« exemple de la lutte démocratique et des droits du peuple valencien, ainsi que comme un référent dans la lutte pour l'autonomie et l'activisme féministe »,,.